# Reinhold Soyka
Reinhold Soyka (República Federal Alemana, 22 de marzo de 1952) es un atleta alemán retirado especializado en la prueba de 4x2 vueltas, en la que consiguió ser campeón europeo en pista cubierta en 1973.

## Carrera deportiva
En el Campeonato Europeo de Atletismo en Pista Cubierta de 1973 ganó la medalla de oro en las 4x2 vueltas, con un tiempo de 6:21.58 segundos, por delante de Checoslovaquia (plata) y Polonia (bronce).